# Haralden
Haralden är en sjö i Härjedalens kommun i Härjedalen och ingår i Ljusnans huvudavrinningsområde. Sjön har en area på 0,412 kvadratkilometer och ligger 755,1 meter över havet. Haralden  ligger i Brovallvålen Natura 2000-område. Sjön avvattnas till sjön Fillingen genom ett sund "Noret" och därefter till vattendraget Lill-Rånden.

## Delavrinningsområde
Haralden ingår i det delavrinningsområde (691777-137080) som SMHI kallar för Utloppet av Haralden. Medelhöjden är 794 meter över havet och ytan är 3,3 kvadratkilometer. Det finns inga avrinningsområden uppströms utan avrinningsområdet är högsta punkten. Lill-Rånden som avvattnar avrinningsområdet har biflödesordning 3, vilket innebär att vattnet flödar genom totalt 3 vattendrag innan det når havet efter 330 kilometer. Avrinningsområdet består mestadels av skog (71 procent) och kalfjäll (10 procent). Avrinningsområdet har 0,41 kvadratkilometer vattenytor vilket ger det en sjöprocent på 12,5 procent.